# Шенен блан
Шенен блан (фр. Chenin blanc) је сорта белог грожђа која потиче из долине реке Лоаре у Француској. Познато је још и под именом пино де ла Лоар (Pineau de la Loire). Вино од овог грожђа је слаткастог укуса, а подсећа на мед, зреле диње и шећер.
Гаји се највише у виноградарских регионима Француске (долина Лоаре), Јужне Африке, Калифорније и Аустралије. Шенен блан се први пут помиње у IX веку, а успевао је у виноградима на левој обали Лоаре. Током ХХ века пренесен је у остале регионе.

## Галерија
- Виноград
- Јужноафрички шенен
- Јужноафрички и француски шенен